# Ernst Stolley
Ernst Stolley (* 16. September 1869 in Kiel; † 12. Januar 1944 in Braunschweig) war ein deutscher Paläontologe und Geologe.

## Leben
Ernst Stolley studierte Geologie und Paläontologie in Kiel und München und wurde 1891 in München promoviert (Die Kreide Schleswig-Holsteins). Ab 1892 war er Assistent am Mineralogischen Institut in Kiel und habilitierte sich dort 1894 (Die cambrischen und silurischen Geschiebe Schleswig-Holsteins und ihre Brachiopodenfauna). Von 1901 bis 1935 war er Professor für Geologie und Paläontologie an der TH Braunschweig. 1925 wurde er Mitglied der Leopoldina.
Er war einer der führenden Experten der Paläontologie und Stratigraphie der Kreide Norddeutschlands. Er behandelte besonders Belemniten, aber auch zum Beispiel Ceratiten und Fische aus der Trias.
Y. C. Sun benannte ihm zu Ehren den Ceratiten Ceratites stolleyi SUN 1927.
Der Großteil seines Nachlasses und seiner Sammlung wurde bald nach seinem Tod 1944 bei einem Bombenangriff auf Braunschweig zerstört.

## Schriften
- Zur Kenntnis der arktischen Trias, In: Neues Jahrbuch für Mineralogie, Geologie und Paläontologie, Jahrgang 1911, I. Band, 114 – 126, Tafel IX, Stuttgart
- Über einige Ceratiten des deutschen Muschelkalks. In: Jb. Kgl. Preuss. Geol. L.-A., 37; I/1, Berlin 1916, S. 117–143, Taf. 19/20
- Beiträge zur Kenntnis der Ganoiden des deutschen Muschelkalks. In: Palaeontographica, Band 63, 1920, S. 25–86, Taf. X–XII
- Der stratigraphische Wert des Trochitenkalkes für die Gliederung des deutschen Oberen Muschelkalkes. In: N. Jb. Min. Geol. Pal. Abt. B, Beil.-Bd. 72, 1934, S. 351–366